# Розтущий
Розту́щий (рос. Растущий) — селище у складі Білоярського міського округу Свердловської області.
Населення — 186 осіб (2010, 133 у 2002).
Національний склад станом на 2002 рік: росіяни — 81 %.